# Slaná
Slaná är en ort i Tjeckien. Den ligger i den norra delen av landet, 80 km nordost om huvudstaden Prag. Antalet invånare är 652.